# Daniel Catlin

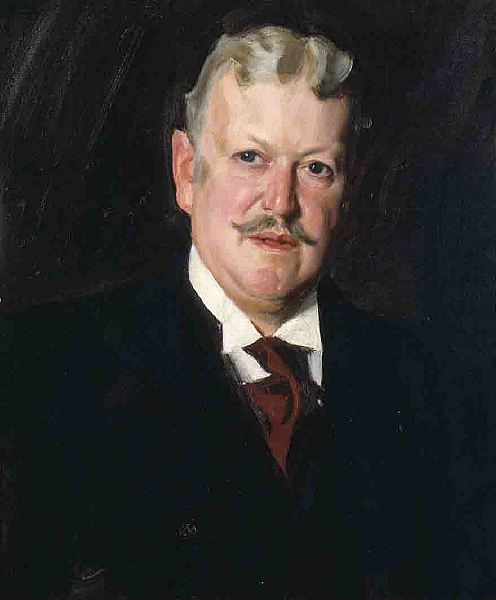
Porträtt av Daniel Catlin av Anders Zorn, 1901

Daniel Catlin, född 5 september 1837 i Litchfield i Connecticut, död 1916 Saint Louis i Missouri, var en amerikansk företagare.
Daniel Catlin växte upp i Saint Louis  Han övertog 1859 en tobaksrörelse från sin far, Daniel Catlin Sr., vilken denne grundlagt 1840. Han utvidgade denna så att den blev en av de största inom branschen i USA. År 1876 etablerades verksamheten som Catlin Tobacco Company. Företaget såldes 1895 till American Tobacco Company. Daniel Catlin ägnade sig därefter åt styrelsearbete, fastighetsaffärer och konst. Daniel Catlin var medlem i styrelsen för Saint Louis Art Museum 1879-1916. Efter hans död, donerade Justina Catlin 30 målningar till museet, huvudsakligen av franska konstnärer.
Han var gift sedan 1872 med Justina Kayser. Han lät 1915 uppföra ett stort bostadshus i renässansstil för familjen på 51 Westmoreland Place i Saint Louis, ritat av James Paterson Jamieson (1867-1941). Detta är nu ett kulturminnesmärke i staden.